# Rebuild of Evangelion
Rebuild of Evangelion (ヱヴァンゲリヲン新劇場版, Evangerion Shin Gekijōban, litt. « Evangelion nouvelle version cinématographique ») est une tétralogie de films d'animation présentant une version retravaillée et améliorée de la série télévisée Neon Genesis Evangelion ainsi qu'une fin totalement inédite.
La mise en chantier de ce projet a été révélée dans le magazine japonais Newtype du mois d'octobre 2006.

## Le projetRebuild

### Buts
D'après un entretien avec le producteur Toshimichi Ōtsuki, publié dans le magazine Newtype d'octobre 2006, les films pourront être vus aussi bien par les passionnés de la série originale, que par les néophytes qui n'ont jamais vu Evangelion. Afin de ne pas brusquer le nouveau public, l'approche du scénario est simplifiée tout en requérant une part de réflexion. Si l'histoire se déroule dans le même cadre temporel que la série de 1995, l'intrigue est sensiblement différente et ainsi, les films sont plus perçus comme une nouvelle histoire qu'un remake.
Dans un autre entretien, le producteur Ōtsuki précise que le quatrième film constituera une fin totalement inédite à la série télévisée, qui sera, elle, définitive et compréhensible.
Dans un article du magazine Newtype USA de février 2007, il est dit que Hideaki Anno n'était pas satisfait de la réalisation finale de certaines scènes de la série originale (comme l'opération Yashima de l'épisode 6), à cause des limitations techniques de l'époque. Ces nouveaux films permettent une retranscription plus fidèle des idées qu'avait Anno en 1995.

### Technique et organisation derrièreRebuild
La plupart de l'équipe de réalisation de la série originale travaille sur Rebuild : Hideaki Anno est le réalisateur en chef des films et coréalisateur avec Kazuya Tsurumaki (en), et Masayuki, Yoshiyuki Sadamoto et Ikuto Yamashita reprennent leurs postes respectifs de character designer et mecha designer. Shiro Sagisu occupe de nouveau le poste de compositeur, mais les chansons des films sont écrites, composées et interprétées par Hikaru Utada, fan déclarée de la série. Concernant le premier film, Hideaki Anno en est le scénariste et Shinji Higuchi s'occupe du storyboard. Tous les seiyū de la série originale ont également repris leurs rôles respectifs.
Le site officiel de Rebuild of Evangelion indique que les trois premiers films récapitulent le contenu de la série télévisée (un autre articleprécise qu'il s'agira des épisodes 1 à 24) : les storyboards des épisodes originaux sont réutilisés comme base, mais améliorés avec de nouveaux plans, une toute nouvelle animation utilisant des techniques modernes et des scènes inédites, ainsi qu'une refonte des décors. Des images de synthèse sont utilisées pour rendre les actions plus spectaculaires (comme la coupure d'électricité à grande échelle de l'épisode 6 et les combats contre les Anges).
Le quatrième et dernier film est une production totalement nouvelle et contient une fin inédite.
Hideaki Anno a expliqué, dans une lettre adressée au public, que son intention de donner un tout nouveau souffle à Evangelion a nécessité un éloignement des racines du studio Gainax. Il a ainsi créé en mai 2006 un tout nouveau studio d'animation et de production nommé Khara. Les premières annonces de recrutement du studio pour Rebuild of Evangelion ont été publiées en août 2006 sur le site officiel d'Anno.

## Liste des films
| Titre international                    | Titre japonais                                              | Traduction (littérale) en français                                     | Sortie au Japon    | Sortie en France                                                            |
| -------------------------------------- | ----------------------------------------------------------- | ---------------------------------------------------------------------- | ------------------ | --------------------------------------------------------------------------- |
| Evangelion: 1.0 You Are (Not) Alone    | Evangerion Shin Gekijōban: Jo (ヱヴァンゲリヲン新劇場版:序) | Evangelion nouvelle version cinématographique: Prologue                | 1er septembre 2007 | 4 mars 2009 (au cinéma) 27 octobre 2009 (en DVD)                            |
| Evangelion: 2.0 You Can (Not) Advance  | Evangerion Shin Gekijōban: Ha (ヱヴァンゲリヲン新劇場版:破) | Evangelion nouvelle version cinématographique: Interlude/Développement | 27 juin 2009       | 8 novembre 2009 (Lyon Asiexpo Film Festival) 23 novembre 2010 (Blu-Ray/DVD) |
| Evangelion: 3.0 You Can (Not) Redo     | Evangerion Shin Gekijōban: Q (ヱヴァンゲリヲン新劇場版:Q)   | Evangelion nouvelle version cinématographique: Q                       | 17 novembre 2012   | 25 juillet 2013 (VOSTFR) 18 décembre 2013 (VF)                              |
| Evangelion: 3.0+1.0 Thrice Upon a Time | Shin Evangerion Gekijōban (シン・エヴァンゲリオン劇場版𝄇)   | Nouvelle version Evangelion cinématographique                          | 8 mars 2021        | 13 août 2021 (Amazon Prime Video)                                           |

Les trois premiers films reprennent dans chacun de leur titre japonais une partie de l'expression « jo-ha-kyū » (序破急), désignant un principe esthétique structurant la musique traditionnelle japonaise, également utilisé dans le théâtre. Dans les premières publicités datant de 2007, le troisième film était intitulé Evangerion Shin Gekijōban: Kyū (ヱヴァンゲリヲン新劇場版:急, Litt. Evangelion nouvelle version cinématographique: Epilogue), complétant ainsi l'expression « jo-ha-kyū », mais la bande annonce du film (diffusée à la fin du film You Can (Not) Advance en 2009) indique que le kanji 急 (Kyū) a été remplacé par la lettre Q (dont la prononciation en anglais est similaire à celle du kanji 急), abréviation du mot anglais Quickening ('accélération').  
Pour les titres des films en japonais, contrairement à l'écriture originale en katakana de Evangelion (エヴァンゲリオン, evangerion), les caractères エ (e) et オ (o) ont été remplacés respectivement par les caractères obsolètes ヱ (we) et ヲ (wo). En conséquence[pas clair], la prononciation japonaise, ainsi que la romanisation du nouveau titre restent identiques au titre original de la série télévisée.